# Jeffrey Dahmer
Jeffrey Lionel Dahmer (Milwaukee, Wisconsin, 21 mei 1960 – Portage, Wisconsin, 28 november 1994) was een  Amerikaanse serie- en lustmoordenaar, necrofiel, kannibaal en verzamelaar van lichaams- en skeletdelen van zijn slachtoffers. Men noemt hem vaak "the Milwaukee cannibal". Zeventien mannen en jongens die hij aantrekkelijk vond overleden, in zijn streven om de volledige controle over hun lichaam te hebben. Een aantal van hen vermoordde hij direct, maar bij anderen injecteerde hij zoutzuur of kokend water in de hersenen (een soort primitieve vorm van lobotomie) met de bedoeling willoze seksslaven van hen te maken, wat onbedoeld na enkele dagen tot de dood leidde.
De zaak-Dahmer is niet alleen opmerkelijk vanwege diens daden, maar ook vanwege nalatigheid van de politie.

## Jeugd
Jeffrey Dahmer werd op 21 mei 1960 geboren als zoon van gepromoveerd scheikundige Lionel Herbert Dahmer en Joyce Annette Dahmer-Flint. Hij groeide op in Bath, Summit County, Ohio.
Op 18 december 1966 kreeg Jeffrey een broertje wiens naam hij mocht kiezen. Hij koos de naam David.
In 1970, tijdens een familiediner met kip, vroeg hij aan zijn vader wat er zou gebeuren als men de kippenbotten zou bleken. Zijn vader vatte deze vraag op als een teken van belangstelling voor scheikunde en legde Jeffrey uit hoe je producten chemisch kunt oplossen. Deze methode zou Dahmer later ook gebruiken voor zijn slachtoffers.
Jeffrey was eerst een gelukkig kind, maar vanaf zijn zesde vereenzaamde hij in toenemende mate. Hij raakte meer en meer gefascineerd door dierenbotten en dode dieren. Hij ging op zoek naar overreden dieren om ze te kunnen ontleden, waarvoor zijn verklaring aan zijn klasgenoten was dat hij het 'fascinerend' vond te weten hoe deze dieren in elkaar zaten. Zijn ouders gaven hem weinig aandacht aangezien zijn moeder depressief was en zijn vader het te druk had met werken. Wanneer zijn vader 's avonds thuiskwam had zijn moeder alle aandacht nodig. Jeffrey had weinig vrienden, onder wie de latere striptekenaar Derf Backderf met wie hij rond zijn 15de het contact verloor. Dahmer stond erom bekend soms bizarre grappen uit te halen, wat bekend stond als ´doing a Dahmer´. Zo deed hij bijvoorbeeld, na hiertoe tegen betaling door klasgenoten te zijn overgehaald, alsof hij een epileptische aanval kreeg, in een winkelcentrum.
In zijn middelbareschooltijd begon hij te drinken. Toen hij de middelbare school verliet was hij reeds verslaafd aan alcohol. Rond die tijd, in 1977, scheidden zijn ouders. Backderf publiceerde later, met als basis zijn eigen ervaringen, het verhaal van Dahmers jeugd tot diens eerste moord, in de vorm van het stripverhaal My Friend Dahmer (in het Nederlands verschenen als Mijn Vriend Dahmer), met achterin nog een gedeelte met toelichtingen in tekstvorm. Dit boek is tevens verfilmd.
Jeffrey ontdekte dat hij homoseksueel was en zijn seksualiteit raakte vervlochten met zijn fascinatie voor de dood en zijn verlatingsangst. Hij verlangde daarom naar een seksuele relatie met een man die zich niet zou verzetten, die al zijn seksuele wensen vervulde en die voor altijd bij hem bleef. Hieruit ontwikkelde zich zijn necrofilie (doden verzetten zich niet) en zijn kannibalisme (zodat zijn slachtoffers deel van hem werden en voor altijd bij hem bleven). Hij fantaseerde over een liftende jongeman die hij naar huis zou meenemen om seks met hem te hebben. Naar eigen zeggen bezocht hij de wake van een omgekomen jonge man en raakte daarbij zo opgewonden dat hij zich op het toilet  terugtrok om te masturberen. Hij zou later veelvuldig seksuele contacten hebben, ook met mannen die hij niet zou vermoorden. Hij weigerde echter een passieve rol te spelen, hij wilde altijd de volledige controle.

## Eerste moord
In juni 1978, enkele weken na afronding van zijn middelbareschoolopleiding, pleegde hij zijn eerste moord. Door de scheiding van zijn ouders woonde hij tijdelijk alleen in zijn ouderlijk huis. Zijn vader woonde in een motel in de buurt en zijn moeder was kort ervoor met zijn jongere broer verhuisd naar Wisconsin.
Op 18 juni 1978 gaf hij Steven Mark Hicks een lift en zag hij kans hem mee te lokken naar zijn woning, waar hij hem alcohol aanbood. Toen Hicks wilde vertrekken, zag Dahmer dit niet zitten en vermoordde hem met een metalen halter van 4,5 kg door hem er eerst mee te slaan en daarna mee te wurgen. Hij ontleedde het lichaam, verborg het tijdelijk in de kruipruimte en begroef het daarna in de achtertuin. Later groef hij de resten op. Hij loste het vlees op in bijtend zuur en spoelde dat door het toilet. De botten verbrijzelde hij met een moker alvorens deze in de bossen achter het huis te verspreiden.
Tot 1991 bleef onbekend wat er met de vermiste Hicks gebeurd was, maar dat jaar werd bekend dat Dahmer hem vermoord had en later nog zestien moorden gepleegd heeft. Na deze moord nam hij zijn toevlucht tot religie, ging vaak naar de kerk en bracht veel tijd door met bidden. Naar eigen zeggen wilde hij zo zijn seksuele lusten de rug toekeren, maar keerden deze terug toen een jongen in de bibliotheek hem een briefje met een seksuele uitnodiging (waar hij naar eigen zeggen niet op inging) toespeelde.

## Universiteit, leger en chocoladefabriek
Dahmer toonde geen enkele motivatie om een carrière op te bouwen en ging slechts aan Ohio State University studeren omdat zijn vader en diens nieuwe vrouw Shari daarop aandrongen. Na het eerste trimester, waarin hij vrijwel nooit nuchter was, gaf hij zijn studie op. Zijn vader stelde hem daarop voor de keuze een baan te zoeken of het leger in te gaan. Toen hij zelf geen keuze maakte en voortdurend bleef drinken, reed zijn vader hem uiteindelijk zelf naar het rekruteringsbureau van het leger.
Na het afronden van zijn initiële militaire opleiding, volgde hij een opleiding tot hospik en werd daarna in West-Duitsland gelegerd. In het leger ging het eerst goed, maar ging hij vervolgens weer toegeven aan zijn morbide neigingen. Als hospik kreeg Dahmer les over het gebruiken en doseren van verschillende verdovende middelen. Hij stal deze middelen vervolgens bij opslagruimtes, om ze later te kunnen gebruiken om andere soldaten te misbruiken. In die tijd meldde een soldaat aan een meerdere dat hij vaker misbruikt zou zijn door Dahmer. Deze melding werd echter niet serieus genomen en bleef onbehandeld. Dahmer werd uiteindelijk door zijn alcoholproblemen en enkele misdragingen beoordeeld door zijn commandant. Hij kreeg in 1981 een volledig eervol ontslag vanwege zijn alcoholproblemen, omdat zijn commandant van mening was dat Dahmer’s alcoholproblemen buiten het leger zouden verminderen.
Na enige tijd in Miami door te hebben gebracht, keerde hij terug naar zijn vader en stiefmoeder in Ohio. Daar werkte hij enige tijd in een slagerij. In 1982 trok hij in bij zijn oma in zijn geboorteplaats West Allis, bij Milwaukee. Uiteindelijk vond hij hier een baan in een chocoladefabriek.

## Vreemd gedrag, nog drie moorden, en aanrakingen met justitie voor lichtere vergrijpen
In de zes jaar dat Dahmer bij zijn oma woonde, vertoonde hij steeds vreemder gedrag. Hij verzamelde dode dieren en loste ze in de kelder met chemicaliën op. Dit veroorzaakte de nodige stankoverlast. Ook stal hij een mannelijke etalagepop uit een kledingwinkel en vond zijn oma een .357 Magnum onder zijn bed. Hij ging naar gay sauna's, waar hij bij zijn sekspartners slaapmiddel in hun drankje deed om ongestoord hun lichaam te kunnen misbruiken. Dit stopte toen een van hen door het slaapmiddel een week in het ziekenhuis terechtkwam en Dahmer vervolgens de toegang tot de sauna werd ontzegd.
Verder kwam Dahmer meerdere malen in aanraking met justitie. Na in 1981 al te zijn gearresteerd wegens openbare dronkenschap, werd hij in 1982 en 1986 aangehouden wegens onzedelijk gedrag, waarvan de tweede keer wegens masturbatie in het bijzijn van twee minderjarige jongens. Deze tweede arrestatie leverde hem een voorwaardelijke gevangenisstraf op. Al deze overlast leidde ertoe dat zijn oma hem niet meer in huis wilde hebben en hem de deur wees.
Op 15 september 1987, negen jaar na zijn eerste moord, ging Dahmer met de 26-jarige Steven Tuomi als sekspartner naar een hotel en diende hem een slaapmiddel toe. De volgende morgen zag hij dat Tuomi dood was. Dahmer zou zich niet hebben herinnerd wat er gebeurd was, en de conclusie hebben getrokken dat hij Tuomi dood had geslagen. Op 1 januari 1988 vermoordde hij de veertienjarige Indiaanse jongen James "Jamie" Doxtator en op 24 maart van hetzelfde jaar de Mexicaan Richard Guerrero.
Op 26 september 1988, de dag voor hij een nieuwe woning zou betrekken, werd hij gearresteerd wegens het drogeren en misbruiken van een dertienjarige etnisch Laotiaanse jongen genaamd Somsack Sinthasomphone. Dit leverde hem een veroordeling op van zes jaar gevangenisstraf, waarvan vijf jaar voorwaardelijk. Bovendien werd hij als zedendelinquent geregistreerd. Zijn gevangenisstraf diende hij onder een 'work release'-regime, waarbij hij slechts zijn vrije tijd in de gevangenis moest doorbrengen en buiten de gevangenis zijn baan mocht behouden. Na zijn vervroegde invrijheidstelling tien maanden later trok hij alsnog in zijn nieuwe woning.
Lionel Dahmer stond zijn zoon na iedere arrestatie bij en betaalde diens advocaat.

## Nog dertien moorden
Met de moorden op Tuomi, Doxtator en Guerrero ontwikkelde Dahmer zijn werkwijze. Hij hing rond bij homobars en -badhuizen, op zoek naar een slachtoffer. Wanneer hij iemand had gevonden, probeerde hij hem mee te lokken onder het mom van seks voor wederzijds genoegen, of bood hij geld voor de seks of voor het maken van naakt- of homo-erotische foto's. Vervolgens drogeerde hij zijn slachtoffer door hem een drankje met daarin verpulverde slaaptabletten aan te bieden. Wanneer het slachtoffer dan uiteindelijk weerloos was, werd hij gewurgd. Hierna had Dahmer vaak orale of anale seks met het lijk, waarna hij het ontleedde. Ook masturbeerde hij weleens bij de lichamen. Hierbij at hij ook vaak delen van zijn slachtoffer op, zoals de biceps. De schedel werd bewaard, evenals de penis, die op sterk water werd gezet. De rest werd opgelost in zuur en weggespoeld, of begraven. Van de bewaarde delen maakte Dahmer een schrijn.
Bij latere slachtoffers paste Dahmer, na hen te hebben gedrogeerd, een soort primitieve vorm van lobotomie toe door een gaatje in de schedel te boren en daardoor zoutzuur of kokend water in de hersenen te injecteren. Op deze manier hoopte hij willoze seksslaven te kunnen creëren ("levend, interactief, maar op mijn voorwaarden"). Naar Dahmers eigen zeggen lukte dit in eerste instantie, maar overleden ze na enkele dagen alsnog.
Naarmate de tijd verstreek volgden de moorden elkaar sneller op. Tussen de eerste moord in 1978 en de tweede in 1987 zat negen jaar. In het jaar daarop, 1988, pleegde hij twee moorden. In 1989 pleegde hij er 'slechts' één, maar in 1990 maakte Dahmer vier slachtoffers. In 1991, het jaar van Dahmers aanhouding, pleegde hij acht moorden, waarbij hij op het laatst wekelijks een moord pleegde. Dit hield op toen een volgende moordpoging mislukte en het slachtoffer alarm sloeg.

## Konerak Sinthasomphone
Dahmers dertiende moordslachtoffer en een van zijn meest tragische, was de veertienjarige Konerak Sinthasomphone, temeer omdat de politie niet adequaat op dit incident reageerde. Was dit wel geschied dan had de jongen wellicht de ontmoeting met Dahmer overleefd en waren de vier daaropvolgende moorden voorkomen.
Toevalligerwijs was Konerak ook de jongere broer van Somsack Sinthasomphone, die in 1988 door Dahmer was misbruikt en waarvoor Dahmer was veroordeeld en geregistreerd als zedendelinquent. Bovendien zou de nalatigheid van de politie volgens sommigen ingegeven zijn door racisme en homofobie.
In de vroege ochtend van 27 mei 1991 troffen twee jongere vrouwen Sinthasomphone aan. Hij was naakt, volledig in de war, praatte Laotiaans, was bebloed en bloedde uit zijn anus. Dahmer verscheen al snel ten tonele en probeerde de jongen terug naar zijn huis te halen. De vrouwen weigerden dit en belden de politie en een ambulance. De politie geloofde Dahmers kant van het verhaal, namelijk dat de jongen zijn achttienjarige vriend was met wie hij had gedronken, waarna ze ruzie hadden gekregen. Dahmer kwam kalm en rationeel over, terwijl de vrouwen kijverig overkwamen, de jongen leek inderdaad dronken en de agenten verloren vrij snel hun belangstelling.
De politie bracht de jongen naar Dahmers huis, waar ze hem achterlieten, ondanks de stank die in het huis hing (de geur bleek later afkomstig van het ontbindende lichaam van Dahmers vorige slachtoffer, Tony Hughes). De politie verifieerde Sinthasomphones leeftijd niet en ook Dahmers registratie als zedendelinquent werd niet opgemerkt. Sinthasomphone was gedrogeerd en had al een zoutzuurinjectie gekregen. Daardoor was hij niet in staat om uit te leggen dat Dahmer hem had willen ombrengen en dat hij had gerend voor zijn leven. Nadat de politie was vertrokken, gaf Dahmer Sinthasomphone een tweede injectie die vrijwel direct fataal was en misbruikte en ontleedde hij diens lichaam. Ook zijn schedel werd bewaard. De politie ondernam geen verdere actie. Toen de moeder van een van de vrouwen, Glenda Cleveland, opbelde om te vragen wat er met 'die Aziatische jongen' was gebeurd, kreeg ze te horen dat hij volwassen was. Toen ze aandrong, antwoordde de dienstdoende agent dat hij terug naar huis was gegaan met zijn vriend en dat hij het verder ook niet kon helpen wat iemands seksuele voorkeur was. Toen Cleveland nadien een verband legde tussen het incident en de vermissing van Sinthasomphone en de politie nogmaals opbelde, pakte niemand dit op en werd niemand naar haar toegestuurd. Ook de FBI reageerde niet op Clevelands telefoontje. 
Twee van de vier dienstdoende agenten, John Balcerzak en Joseph Gabrish, werden nadien oneervol ontslagen wegens nalatigheid en hun homofobe opmerkingen in de politieauto. Zo hadden ze opmerkingen gemaakt over de 'hereniging van de minnaars' en hadden ze gemeend nu 'ontluisd' te moeten worden, omdat ze de jongen hadden aangeraakt. De agenten vochten hun ontslag echter met succes aan en konden hun carrière bij de politie voortzetten.

## Arrestatie na ontsnapping van een potentieel slachtoffer
In de eerste helft van 1991 nam de frequentie van de moorden toe tot wekelijks. Bewoners klaagden over de stank die in het appartementencomplex hing en over de geluidsoverlast. Toch deden deze zaken Dahmer niet de das om.
Op 22 juli 1991 lokte Dahmer Tracy Edwards mee naar zijn woning. Edwards weigerde zich te laten handboeien, waarna Dahmer hem onder bedreiging van een mes dwong de slaapkamer in te gaan. Foto's van dode, verminkte lichamen van Dahmers slachtoffers en de stank brachten Edwards tot de overtuiging dat hij het volgende slachtoffer zou zijn en dat hij zou moeten vechten voor zijn leven. Edwards sloeg Dahmer in zijn gezicht, trapte hem in zijn maag en ontsnapte. Op straat hield hij een politiewagen aan. De agenten gingen met Edwards terug naar de flat waar Dahmer hen kalm en vriendelijk te woord stond. Deze keer lieten de agenten zich echter niet afschepen. Ze troffen de foto's en het mes aan en vonden in de koelkast een hoofd. Dahmer verzette zich en bedreigde de agenten, maar werd gearresteerd.
Nadien vond de politie nog drie hoofden en een menselijk hart in de koelkast, foto's van verminkte lichamen van de slachtoffers (al dan niet erotisch getint), meerdere menselijke schedels (vaak grijs geverfd om de indruk te wekken dat de schedel niet echt was), een voorraad chloroform om slachtoffers mee te bedwelmen en afgesneden handen en penissen op sterk water. Dahmer werd in voorlopige hechtenis genomen op een borgsom van 1 miljoen dollar.

## Berechting, gevangenschap en overlijden
Dahmers strafproces begon op 30 januari 1992. Hij werd berecht op grond van zeventien tenlasteleggingen voor moord, wat uiteindelijk teruggebracht werd tot vijftien. Er vonden twee procesronden plaats. In de eerste diende de jury te oordelen of Dahmer de tenlastegelegde feiten begaan had en in de tweede of deze aan hem toe te rekenen waren. De moordpoging op Edwards werd hem niet ten laste gelegd, daar justitie al genoeg had om Dahmer tot meerdere malen levenslang te laten veroordelen. Dahmer probeerde zich te verweren met een beroep op ontoerekeningsvatbaarheid, maar dit werd verworpen. Hij was gediagnosticeerd met borderline persoonlijkheidsstoornis, een schizotypische persoonlijkheidsstoornis en psychosen, maar werd toch toerekeningsvatbaar bevonden. Hij werd namelijk in staat geacht goed van kwaad te onderscheiden en de portée van zijn daden te beseffen. 
Na Dahmers veroordeling tot in totaal 957 jaar gevangenisstraf werd hij in mei 1992 aan Ohio uitgeleverd, waar hij de moord op Steven Hicks bekende. Nadien toonde Dahmer berouw.
De Duitse politie heeft onderzocht of er een link bestond tussen Dahmer en een aantal onopgeloste moorden tijdens zijn diensttijd, waarin hij in West-Duitsland was gestationeerd. Een dergelijke link is tot nu toe niet gevonden. De politie van Florida onderzocht of Dahmer tijdens zijn verblijf in Miami wellicht betrokken was bij de moord op Adam Walsh in 1981. De zaak werd in 2008 uiteindelijk gesloten, waarbij de politie van Florida concludeerde dat Ottis Toole de meest waarschijnlijke dader was.
Dahmer werd in de gevangenis een wedergeboren christen, na het lezen van door zijn vader toegestuurd evangelisch materiaal. Hij werd gedoopt door Roy Ratcliff.
In juli 1994 werd Dahmer in de gevangeniskapel door een medegedetineerde aangevallen met een shank, waarbij hij oppervlakkige verwondingen opliep. Uiteindelijk werd Dahmer eind 1994 samen met een andere gedetineerde, Jesse Anderson, om het leven gebracht door medegevangene Christopher Scarver. Opvallend was dat Dahmer, in tegenstelling tot Anderson, geen defensieve wonden had. Ook werd Dahmer op precies dezelfde wijze om het leven gebracht als hij zijn eerste slachtoffer doodde, met een metalen halter. Op verzoek van zijn moeder werden zijn hersenen voor later onderzoek geconserveerd. Zijn vader daagde zijn moeder hiervoor voor het gerecht, teneinde Jeffrey Dahmers wens om gecremeerd te worden in vervulling te laten gaan. In 1995, een half jaar na Jeffrey Dahmers dood, werd de vader in het gelijk gesteld en werden de hersenen vernietigd.

### Fictie
- In 1999 publiceerde horrorauteur Edward Lee samen met Elizabeth Steffen de griezelroman Dahmer's Not Dead, waarin Dahmer na zijn dood telefonisch contact opneemt met rechercheur Helen Closs.[4]

## Films
- The Secret Life: Jeffrey Dahmer, 5 november 1993 (meest gedetailleerd)[5]
- Dahmer, een film van David Jacobson, 21 juni 2002[6]
- Raising Jeffrey Dahmer, Renegade Pictures, 13 april 2006[7]
- Dahmer vs. Gacy, een komische horrorfilm, 2010
- Jeff, ook bekend als The Jeffrey Dahmer Files, 10 maart 2012[8]
- My Friend Dahmer, geregisseerd door Marc Meyers, met Ross Lynch in de rol van de jonge Jeffrey. Gebaseerd op de graphic novel My Friend Dahmer van Derf Backderf, 21 april 2017[9]
- Fresh Meat: Jeffrey Dahmer, 2021, documentaire
- In september 2022 vertolkte Evan Peters Dahmer in de Netflix-serie Dahmer – Monster: The Jeffrey Dahmer Story, dat dient als eerste serie in de Monster-reeks.
- Conversations with a Killer: The Jeffrey Dahmer Tapes, 7 oktober 2022, documentaireserie op Netflix.

## Theater
- Kogelvis, een lunchtheatervoorstelling van Theater Bellevue in samenwerking met Toneelgroep Oostpool[10] in 2016.
- Kogelvis, samenwerking tussen Toneelgroep Oostpool, Introdans, Het Gelders Orkest (i.s.m. NJO), Musis en Stadstheater Arnhem in 2018.